# Laxton's Leader
Laxton's Leader es una  variedad cultivar de manzano (Malus domestica). 
Un híbrido del cruce de Gladstone x Worcester Pearmain. Criado en Bedford por "Laxton Bros. Ltd.", en 1905 e introducido por ellos en el mercado en 1939. Las frutas tienen una pulpa fina y bastante firme con un sabor dulce y ligeramente ácido.

## Sinónimo
- "Leader".

## Historia
'Laxton's Leader' es una variedad de manzana, híbrido del cruce de Gladstone x Worcester Pearmain. Desarrollado y criado a partir de 'Gladstone' mediante una polinización por la variedad 'Worcester Pearmain', por "Laxton Bros. Ltd." Bedford, Inglaterra, (Reino Unido) a principios del siglo XX en 1905 e introducido por ellos en el mercado en 1939.
'Laxton's Leader' se cultiva en la National Fruit Collection con el número de accesión: 1957-245 y Accession name: Laxton's Leader.

## Características
'Laxton's Leader' árbol de extensión erguida, de vigor moderadamente vigoroso, portador de espuela. Tiene un tiempo de floración que comienza a partir del 29 de abril con el 10% de floración, para el 5 de mayo tiene una floración completa (80%), y para el 12 de mayo tiene un 90% caída de pétalos.
'Laxton's Leader' tiene una talla de fruto medio; forma plano globosa con caras angulares y a menudo de lados asimétricos e irregulares, con una altura de 46.00mm, y con una anchura de 57.00mm; con nervaduras débiles; epidermis con color de fondo amarillo verdoso, con un sobre color casi completamente lavado de color marrón rojizo, importancia del sobre color de alto a muy alto, y patrón del sobre color rayas finas y rotas, "russeting" (pardeamiento áspero superficial que presentan algunas variedades) ausente o muy bajo; la piel tiende a ser lisa se vuelve grasienta en la madurez; cáliz moderadamente grande y parcialmente abierto, ubicado en una cuenca poco profunda rodeada por una corona con nudos irregulares; pedúnculo es de longitud y grosor medianos y se encuentra en una cavidad abierta y de profundidad media. Busque una flor calcárea en la piel; presenta una flor calcárea en la piel; carne es de color blanco, de grano fino y suave. Sabor muy dulce, ligeramente ácido con aroma a fresa.
Su tiempo de recogida de cosecha se inicia a inicios de agosto. No se mantiene bien en cámara frigorífica.

## Usos
Una buena manzana de uso de postre fresca en mesa.

## Ploidismo
Diploide, auto estéril. Grupo de polinización: C, Día 8.